# Classic Mac OS

System 2 este al doilea sistem de operare major "MacOS Classic" lansat de Apple, în 1985. Acesta a adus multe actualizări și schimbări, cum ar fi implementarea comenzii "Shut Down" și un Finder nou, versiunea fiind 4.1, respectiv 5.0 pentru System 2.1. Ultimul update al acestui sistem de operare a fost lansat în Septembrie 1985.